# غاري فرنسيس
غاري فرنسيس (بالإنجليزية: Gary Holman)‏ هو لاعب كرة قاعدة أمريكي، ولد في 25 يناير 1944 في لونغ بيتش في الولايات المتحدة.

## وصلات خارجية
- غاري فرنسيس على موقعبيزبول رفرنس.كوم (الدوري الرئيسي) (الإنجليزية)
- غاري فرنسيس على موقعبيزبول رفرنس.كوم (الدوري الثانوي) (الإنجليزية)